# 凯昂沙特勒斯
凯昂沙特勒斯（法語：Quaix-en-Chartreuse，發音：[kɛ ɑ̃ ʃaʁtʁøz]，意为“在沙特勒斯山区的凯”）是法国伊泽尔省的一个市镇，位于该省中部，省会格勒诺布尔以北，属于格勒诺布尔区。

## 地理
凯昂沙特勒斯（45°15'10"N, 5°43'7"E）面积18.09 平方千米，位于法国奥弗涅-罗讷-阿尔卑斯大区伊泽尔省，该省份为法国东南部内陆省份，北起顺时针与安省、萨瓦省、上阿尔卑斯省、德龙省、阿尔代什省、卢瓦尔省和罗讷省。
与凯昂沙特勒斯接壤的市镇（或旧市镇、城区）包括：圣马丹勒维努、勒萨佩昂沙特勒斯、萨尔瑟纳、拉特龙什、科朗、普罗韦雪、圣埃格雷沃。
凯昂沙特勒斯的时区为UTC+01:00、UTC+02:00（夏令时）。

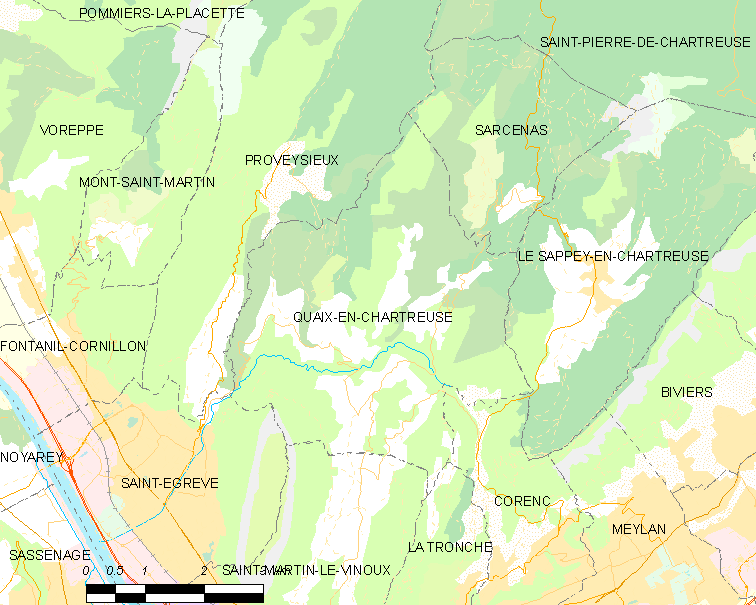
凯昂沙特勒斯的OSM定位图

## 行政
凯昂沙特勒斯的邮政编码为38950，INSEE市镇编码为38328。

## 政治
凯昂沙特勒斯所属的省级选区为格勒诺布尔第二县。

## 人口

1962-2008年间凯昂沙特勒斯人口变化图示

凯昂沙特勒斯于2022年1月1日时的人口数量为926人。